# Pylaisiadelpha duellii
Pylaisiadelpha duellii är en bladmossart som beskrevs av H. Crum 1985. Pylaisiadelpha duellii ingår i släktet Pylaisiadelpha och familjen Sematophyllaceae. Inga underarter finns listade i Catalogue of Life.